# Epitteto (ceramografo)
Epitteto (in greco antico: Επίκτητος?, Epiktetos; fl. 520 a.C. / 490 a.C.) è stato un ceramografo greco antico, attivo ad Atene durante la fase tardo arcaica delle figure rosse attiche.

## Attività
Fu allievo di Psiax e dipinse prevalentemente coppe, sia del tipo bilingue sia interamente a figure rosse, affiancando Oltos nello sviluppo della nuova tipologia decorativa che resterà in uso per più di un secolo. Nel corpus delle opere di Epitteto le coppe sono seguite da una mirabile serie di piatti e da alcuni vasi di medie dimensioni. Gli sono stati attribuiti più di 150 vasi, di cui una quarantina firmati. Le firme di Epiktetos come ceramista appartengono al periodo tardo.
Dopo il primo periodo di formazione caratterizzato dall'influenza di Psiax e di cui è esempio il cratere a calice (unico nel corpus del pittore) firmato dal ceramista Andocide e conservato al Museo nazionale etrusco di Villa Giulia a Roma, una volta formatosi, lo stile di Epitteto non subirà grandi cambiamenti, a parte una evidente stanchezza nelle opere più tarde. Esso si esplica eminentemente nel tondo interno delle coppe, dove vengono disposte singole figure o coppie, e si comprende dunque come dopo le coppe siano i piatti la sua forma prediletta, capace di offrire tondi larghi e piani sui quali agevolmente delineare semplici armonie, racchiuse entro un bordo dipinto in nero. Epitteto ha firmato circa 12 piatti e quasi tutti appartengono ad una fase immediatamente posteriore a quella iniziale delle coppe bilingui. L'unico esemplare tardo, ritrovato sull'acropoli di Atene riporta la doppia firma di ceramista e ceramografo.